# Derby de Galles du Sud
La rivalité entre Cardiff City et Swansea City se réfère à l'antagonisme entre deux des principaux clubs de football du pays de Galles, évoluant tous deux dans le championnat d'Angleterre. Ce derby est considéré comme l'une des principales rivalités du football britannique.
En 105 rencontres, Cardiff City s'est adjugé la victoire à 43 reprises tandis que Swansea City a remporté 35 matchs.

## Histoire
Lors de la saison 2012-2013 du championnat anglais, Swansea City évoluant en Premier League, l'entraîneur de Cardiff City, Malky Mackay, dont l'équipe fait la course en tête dans le championnat de deuxième division, reconnaît que la perspective de jouer des derbies contre l'autre équipe galloise incite les joueurs à décrocher la promotion.

## Statistiques
| Club                        | J           | G           | N           | D           |
| Championnat                 | Championnat | Championnat | Championnat | Championnat |
| --------------------------- | ----------- | ----------- | ----------- | ----------- |
| Cardiff City                | 54          | 18          | 16          | 20          |
| Swansea City                | 54          | 20          | 16          | 18          |
| Coupe d'Angleterre (FA Cup) |             |             |             |             |
| Cardiff City                | 2           | 0           | 0           | 2           |
| Swansea City                | 2           | 2           | 0           | 0           |
| Coupe de la Ligue           |             |             |             |             |
| Cardiff City                | 5           | 2           | 0           | 3           |
| Swansea City                | 5           | 3           | 0           | 2           |
| Coupe du pays de Galles     |             |             |             |             |
| Cardiff City                | 36          | 21          | 8           | 7           |
| Swansea City                | 36          | 7           | 8           | 21          |
| Associate Members Cup       |             |             |             |             |
| Cardiff City                | 4           | 1           | 1           | 2           |
| Swansea City                | 4           | 2           | 1           | 1           |
| Southern League             |             |             |             |             |
| Cardiff City                | 4           | 1           | 2           | 1           |
| Swansea City                | 4           | 1           | 2           | 1           |
| Totals                      |             |             |             |             |
| Cardiff City                | 105         | 43          | 27          | 35          |
| Swansea City                | 105         | 35          | 27          | 43          |

## Palmarès
| Compétitions nationales     | Cardiff City | Swansea City |
| --------------------------- | ------------ | ------------ |
| Coupe du pays de Galles     | 22           | 12           |
| Coupe d'Angleterre (FA Cup) | 1            | 0            |

## Sources
- (en) Cet article est partiellement ou en totalité issu de l’article de Wikipédia en anglais intitulé « South Wales derby » (voir la liste des auteurs).